# Mariano Germán Mejía
Mariano Germán Mejía (27 de enero de 1946, San Francisco de Macorís) es un juez, abogado, notario y profesor universitario dominicano.
.

## Biografía
Germán Mejía es juez, abogado y profesor universitario. Nació en la comunidad de los Palmaritos, en el municipio de Castillo, Provincia Duarte, el 27 de enero de 1946. Realizó sus estudios primarios en la escuela Olegario Tenares del municipio de Castillo y concluyó los secundarios en el Liceo Osvaldo Garcia de la Cocha en Castillo. En 1971 obtuvo su doctorado en derecho en la Universidad Autónoma de Santo Domingo (UASD). 
Además, es notario público de los del número de la jurisdicción del Distrito Nacional, miembro del Colegio de Abogados de la República Dominicana.
Fue designado como Presidente de Consejería de la Suprema Corte de Justicia por el Consejo Nacional de la Magistratura, en la sesión del 22 de diciembre de 2011, posición que le atribuye de pleno derecho la presidencia del Consejo del Poder Judicial.
Como profesor y docente universitario, ha impartido las siguientes materias:
- Procedimiento Civil en la Pontificia Universidad Católica Madre y Maestra (PUCMM), Santo Domingo, y Santiago
- Derecho de las Obligaciones en la Pontificia Universidad Católica Madre y Maestra (PUCMM), Santo Domingo.
- Derecho de las Obligaciones, Responsabilidad Civil, Procedimiento Civil y Derecho del Trabajo, en la Universidad Autónoma de Santo Domingo (UASD).
- Procedimiento Civil, en la Universidad Nacional Pedro Henríquez Ureña (UNPHU).
- Derecho de las Obligaciones y Derecho del Trabajo, en la Universidad Interamericana, Santo Domingo.
- Derecho de Personas, en la Universidad Autónoma de Santo Domingo(UASD).
- Derecho Procesal Civil “Vías de Ejecución”, en la Pontificia Universidad Católica Madre y Maestra (PUCMM), Santo Domingo (programa de postgrado).

Se desempeñó como procurador general de la República (Ministro de Justicia) durante los años 1998 – 1999. En el año 2000 fungió como director en el Instituto Dominicano de las Telecomunicaciones (INDOTEL).